# Luboml (gmina)
Luboml – dawna gmina wiejska istniejąca do 1939 roku w woj. wołyńskim (obecnie na Ukrainie). Siedzibą gminy był Luboml, który stanowił odrębną gminę miejską.
Początkowo gmina należała do powiatu włodzimierskiego. 12 grudnia 1920 r. została przyłączona do nowo utworzonego powiatu lubomelskiego pod Zarządem Terenów Przyfrontowych i Etapowych. 19 lutego 1921 r. wraz z całym powiatem weszła w skład nowo utworzonego województwa wołyńskiego. Na obszarze gminy (przy granicy z gminą Hołowno) znajdowały się dwie duże eksklawy gminy Maciejów, należącej do powiatu kowelskiego.
14 marca 1934 od gminy Luboml odłączono wsie Luboml i Zawale oraz majątek Luboml, włączające je do miasta Lubomla.
Według stanu z dnia 4 stycznia 1936 roku gmina składała się z 14 gromad.
Po wojnie obszar gminy Luboml wszedł w struktury administracyjne Związku Radzieckiego.